# Marjan Orožen
Marjan Orožen [márjan oróžen], slovenski politik, * 27. februar 1930, Turje nad Hrastnikom, Slovenija, † 17. marec 2015, Ljubljana, Slovenija.

## Življenje
Okupacija je leta 1941 prekinila njegovo šolanje na celjski klasični gimnaziji. Aprila 1942 so mu kot talca ustrelili očeta, ker je sodeloval v Osvobodilni fronti. To je opredelilo njegovo življenjsko pot. Kot rudar iz rudnika Hrastnik je končal višjo politično šolo »Đuro Đaković« v Beogradu in kasneje diplomiral na Visoki šoli za družbene vede v Ljubljani. Postal je profesionalni družbeno-politični delavec. Deloval je v Hrastniku, Trbovljah, Ljubljani in Beogradu na raznih imenovanih (mdr. republiški sekretar za notranje zadeve) in voljenih funkcijah, predvsem v Zvezi sindikatov Slovenije in Jugoslavije. Upokojil se je leta 1990. 
V tretjem življenjskem obdobju se je posvečal predvsem naravi in delu v lovski družini ter se udeleževal  obujanja spominov na usodna dogajanja v času njegove mladosti. Zavzemal se je za ohranjanje zgodovinskih izročil OF ter narodnoosvobodilnega boja slovenskega naroda.

## Funkcije
- tehnični sekretar okrajnega vodstva ZKS,
- sekretar občinskega komiteja ZKS Hrastnik,
- sekretar območnega komiteja ZKS za Revirje,
- poslanec in podpredsednik skupščine SRS od ?? do 1972
- član izvršnega sveta SRS in republiški sekretar za notranje zadeve 1972-78
- sekretar mestnega komiteja/konference? ZKS Ljubljana (1978-82)
- sekretar in predsednik komisije CK ZKJ,
- predsednik republiškega sveta Zveze sindikatov Slovenije (1982-86)
- član predsedstva sveta Zveze sindikatov Jugoslavije in 1988/89 njegov enoletni predsednik.